# Gut Warmenau

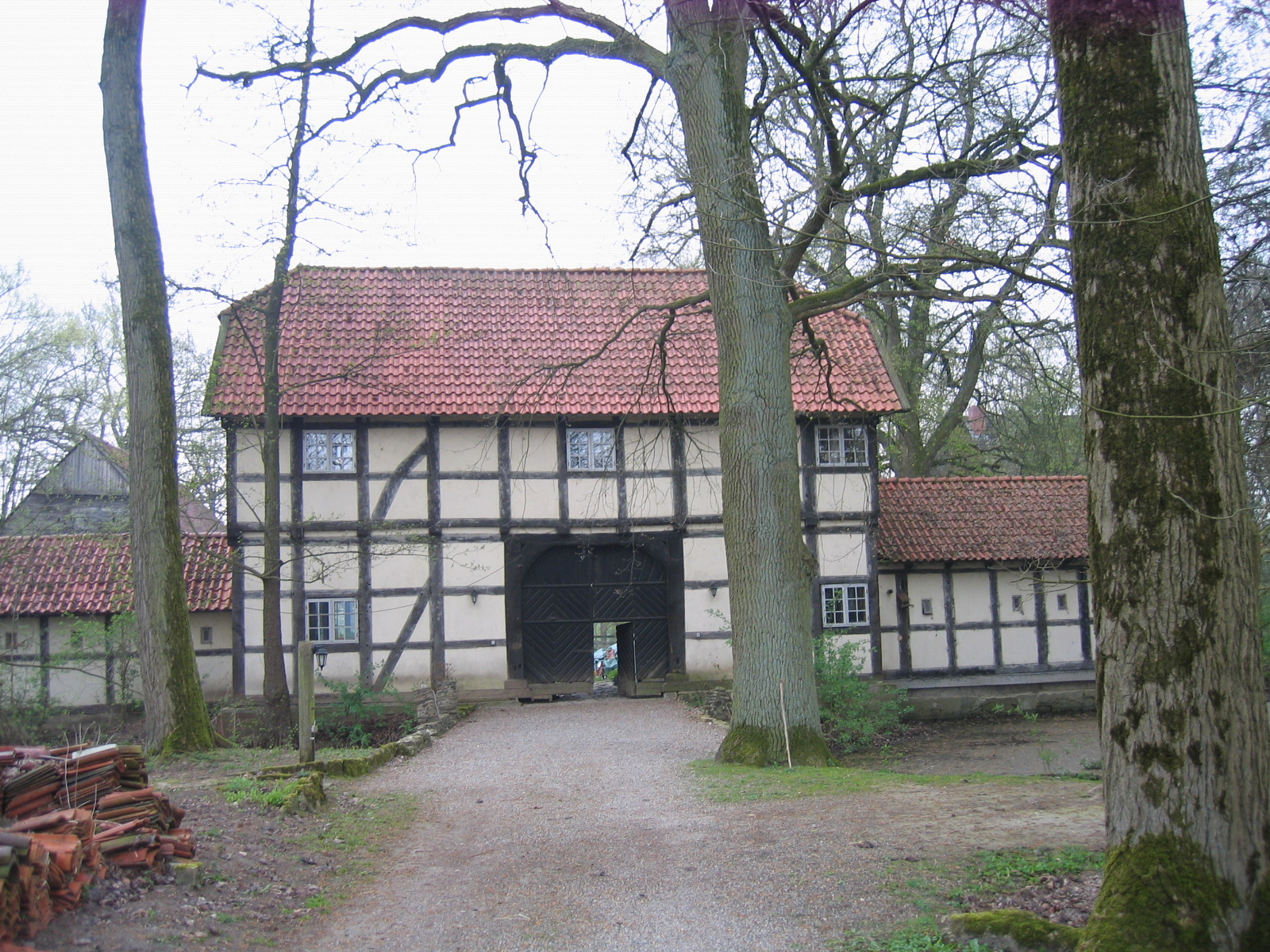
Torhaus

Das Gut Warmenau ist ein Wehrhof in der Stadt Melle im Ortsteil Schiplage-St. Annen im Land Niedersachsen.

## Lage
Das Gut liegt unmittelbar an der Grenze zwischen Niedersachsen und Nordrhein-Westfalen. Die namensgebende Warmenau, die hier Grenzfluss ist, fließt östlich am Gut vorbei. Ein Teil ihres Wassers speist die Graft, die das Gut vollständig umgibt.

## Nutzung und Zustand
Torhaus und Herrenhaus sind bewohnt. Landwirtschaftliche Nebengebäude auf der Gräfteninseln, meist in Fachwerkbauweise errichtet, sind teils in sehr schlechtem Zustand und baufällig. Gräfte und Garten sind naturnah angelegt.

## Geschichte
1852 kaufte der jetzige Eigentümer von Brincke die Güter Wallenbrück (mittlerweile abgebrochen) und Warmenau. Warmenau war zunächst in Besitz der Familie von Cappel. Um 1560 findet sich ein Heinrich von Cappel als Besitzer. Die von Cappel gehören schon 1470 zur ravensbergischen Ritterschaft, weshalb sie schon 1470 die Herren von Warmenau gewesen sein können (siehe Horst). 1686 gelangte das Gut durch Kauf an die von Nagel zu Wallenbrück, von denen es 1775 an die von dem Bussche vererbt wurde. Anfang des 19. Jahrhunderts kaufte das Gut August von der Groeben, der es 1832 an den Rittmeister Soest zu Melle weiterverkaufte. Im Soest’schen Konkurs 1852 erwarb Graf von Korff gen. Schmising-Kerssenbrock zu Brincke den hannoverschen Teil (den also heute niedersächsischen Teil) des Gutes.